# Gran Premio de Catar de Motociclismo de 2009
El Gran Premio de Catar de Motociclismo de 2009 fue la primera prueba del Campeonato del Mundo de Motociclismo de 2009. Tuvo lugar en el fin de semana del 10 al 13 de abril de 2009 en el Circuito Internacional de Losail, situado en Doha, Catar. La carrera de MotoGP fue ganada por Casey Stoner, seguido de Valentino Rossi y Jorge Lorenzo. Héctor Barberá ganó la prueba de 250cc, por delante de Jules Cluzel y Mike Di Meglio. La carrera de 125cc fue ganada por Andrea Iannone, Julián Simón fue segundo y Sandro Cortese tercero.

## Resultados MotoGP
- La carrera se iba a correr el 12 de abril pero antes de empezar la vuelta de formación empezó a llover mucho más fuerte que durante la carrera de 125cc. Finalmente los organizadores decidieron cancelar la carrera y después de negociaciones se programó para el día siguiente el 13 de abril.

| Pos | No | Piloto           | Constructor | Vueltas | Tiempo/Retirado | Parrilla | Puntos |
| --- | -- | ---------------- | ----------- | ------- | --------------- | -------- | ------ |
| 1   | 27 | Casey Stoner     | Ducati      | 22      | 42:53.984       | 1        | 25     |
| 2   | 46 | Valentino Rossi  | Yamaha      | 22      | + 7.771         | 2        | 20     |
| 3   | 99 | Jorge Lorenzo    | Yamaha      | 22      | + 16.244        | 3        | 16     |
| 4   | 5  | Colin Edwards    | Yamaha      | 22      | + 24.410        | 6        | 13     |
| 5   | 4  | Andrea Dovizioso | Honda       | 22      | + 27.263        | 4        | 11     |
| 6   | 15 | Alex de Angelis  | Honda       | 22      | + 29.883        | 9        | 10     |
| 7   | 7  | Chris Vermeulen  | Suzuki      | 22      | + 33.627        | 8        | 9      |
| 8   | 36 | Mika Kallio      | Ducati      | 22      | + 34.755        | 10       | 8      |
| 9   | 24 | Toni Elías       | Honda       | 22      | + 39.481        | 12       | 7      |
| 10  | 14 | Randy de Puniet  | Honda       | 22      | + 42.284        | 7        | 6      |
| 11  | 3  | Dani Pedrosa     | Honda       | 22      | + 48.526        | 14       | 5      |
| 12  | 69 | Nicky Hayden     | Ducati      | 22      | + 48.883        | 16       | 4      |
| 13  | 59 | Sete Gibernau    | Ducati      | 22      | + 52.215        | 15       | 3      |
| 14  | 33 | Marco Melandri   | Kawasaki    | 22      | + 56.379        | 11       | 2      |
| 15  | 72 | Yuki Takahashi   | Honda       | 22      | + 1:00.286      | 17       | 1      |
| 16  | 52 | James Toseland   | Yamaha      | 22      | + 1:14.978      | 13       |        |
| 17  | 88 | Niccolò Canepa   | Ducati      | 22      | + 1:15.028      | 18       |        |
| Ret | 65 | Loris Capirossi  | Suzuki      | 7       | Caída           | 5        |        |

## Resultados 250cc
- La distancia de carrera se redujo de 20 vueltas a 13 vueltas para no retrasar el inicio de la carrera de MotoGP.

| Pos | No | Piloto              | Constructor | Vueltas | Tiempo/Retirado | Parrilla | Puntos |
| --- | -- | ------------------- | ----------- | ------- | --------------- | -------- | ------ |
| 1   | 40 | Héctor Barberá      | Aprilia     | 13      | 26:50.940       | 4        | 25     |
| 2   | 16 | Jules Cluzel        | Aprilia     | 13      | + 0.826         | 13       | 20     |
| 3   | 63 | Mike Di Meglio      | Aprilia     | 13      | + 6.181         | 3        | 16     |
| 4   | 4  | Hiroshi Aoyama      | Honda       | 13      | + 6.609         | 2        | 13     |
| 5   | 35 | Raffaele De Rosa    | Honda       | 13      | + 6.656         | 14       | 11     |
| 6   | 12 | Thomas Lüthi        | Aprilia     | 13      | + 6.672         | 9        | 10     |
| 7   | 19 | Álvaro Bautista     | Aprilia     | 13      | + 7.608         | 1        | 9      |
| 8   | 14 | Ratthapark Wilairot | Honda       | 13      | + 8.349         | 12       | 8      |
| 9   | 15 | Roberto Locatelli   | Gilera      | 13      | + 15.032        | 10       | 7      |
| 10  | 28 | Gábor Talmácsi      | Aprilia     | 13      | + 20.348        | 6        | 6      |
| 11  | 55 | Héctor Faubel       | Honda       | 13      | + 20.465        | 5        | 5      |
| 12  | 48 | Shoya Tomizawa      | Honda       | 13      | + 28.402        | 16       | 4      |
| 13  | 52 | Lukáš Pešek         | Aprilia     | 13      | + 28.906        | 15       | 3      |
| 14  | 6  | Alex Debón          | Aprilia     | 13      | + 33.779        | 8        | 2      |
| 15  | 25 | Alex Baldolini      | Aprilia     | 13      | + 36.988        | 17       | 1      |
| 16  | 8  | Bastien Chesaux     | Honda       | 13      | + 1:01.730      | 21       |        |
| 17  | 10 | Imre Tóth           | Aprilia     | 13      | + 1:03.512      | 18       |        |
| 18  | 56 | Vladimir Leonov     | Aprilia     | 13      | + 1:32.385      | 20       |        |
| 19  | 77 | Aitor Rodríguez     | Aprilia     | 13      | + 1:38.752      | 22       |        |
| Ret | 17 | Karel Abraham       | Aprilia     | 8       | Retirado        | 11       |        |
| Ret | 7  | Axel Pons           | Aprilia     | 0       | Caída           | 19       |        |
| Ret | 75 | Mattia Pasini       | Aprilia     | 0       | Caída           | 7        |        |

## Resultados 125cc
- La carrera fue detenida y finalmente terminada a partir de la cuarta vuelta por un extraño fenómeno de lluvia en Doha. Se entregaron la mitad de los puntos al no completar los dos tercios de carrera (12 vueltas) necesarias para la concresión de la totalidad de los puntos.

| Pos | No | Piloto             | Constructor | Vueltas | Tiempo/Retirado | Parrilla | Puntos |
| --- | -- | ------------------ | ----------- | ------- | --------------- | -------- | ------ |
| 1   | 29 | Andrea Iannone     | Aprilia     | 4       | 8:37.245        | 3        | 12.5   |
| 2   | 60 | Julián Simón       | Aprilia     | 4       | + 0.180         | 1        | 10     |
| 3   | 11 | Sandro Cortese     | Derbi       | 4       | + 5.211         | 5        | 8      |
| 4   | 44 | Pol Espargaró      | Derbi       | 4       | + 5.769         | 8        | 6.5    |
| 5   | 38 | Bradley Smith      | Aprilia     | 4       | + 6.650         | 2        | 5.5    |
| 6   | 94 | Jonas Folger       | Aprilia     | 4       | + 6.701         | 10       | 5      |
| 7   | 18 | Nicolás Terol      | Aprilia     | 4       | + 6.771         | 4        | 4.5    |
| 8   | 17 | Stefan Bradl       | Aprilia     | 4       | + 7.592         | 7        | 4      |
| 9   | 99 | Danny Webb         | Aprilia     | 4       | + 8.169         | 13       | 3.5    |
| 10  | 12 | Esteve Rabat       | Aprilia     | 4       | + 8.678         | 15       | 3      |
| 11  | 77 | Dominique Aegerter | Derbi       | 4       | + 12.232        | 18       | 2.5    |
| 12  | 33 | Sergio Gadea       | Aprilia     | 4       | + 12.237        | 6        | 2      |
| 13  | 45 | Scott Redding      | Aprilia     | 4       | + 12.360        | 11       | 1.5    |
| 14  | 24 | Simone Corsi       | Aprilia     | 4       | + 13.754        | 19       | 1      |
| 15  | 14 | Johann Zarco       | Aprilia     | 4       | + 13.783        | 14       | 0.5    |
| 16  | 16 | Cameron Beaubier   | KTM         | 4       | + 13.893        | 22       |        |
| 17  | 7  | Efrén Vázquez      | Derbi       | 4       | + 14.170        | 21       |        |
| 18  | 6  | Joan Olivé         | Derbi       | 4       | + 14.452        | 12       |        |
| 19  | 8  | Lorenzo Zanetti    | Aprilia     | 4       | + 15.310        | 20       |        |
| 20  | 73 | Takaaki Nakagami   | Aprilia     | 4       | + 16.415        | 16       |        |
| 21  | 32 | Lorenzo Savadori   | Aprilia     | 4       | + 18.602        | 23       |        |
| 22  | 35 | Randy Krummenacher | Aprilia     | 4       | + 19.355        | 17       |        |
| 23  | 53 | Jasper Iwema       | Honda       | 4       | + 28.034        | 25       |        |
| 24  | 87 | Luca Marconi       | Aprilia     | 4       | + 28.114        | 24       |        |
| 25  | 69 | Lukáš Šembera      | Aprilia     | 4       | + 28.199        | 25       |        |
| 26  | 5  | Alexis Masbou      | Loncin      | 4       | + 28.272        | 28       |        |
| 27  | 71 | Tomoyoshi Koyama   | Loncin      | 4       | + 28.544        | 27       |        |
| 28  | 10 | Luca Vitali        | Aprilia     | 4       | + 53.927        | 30       |        |
| Ret | 93 | Marc Márquez       | KTM         | 3       | Caída           | 9        |        |
| Ret | 88 | Michael Ranseder   | Haojue      | 3       | Mechanical      | 29       |        |
| DNS | 66 | Matthew Hoyle      | Haojue      |         |                 | 31       |        |